# Neutoggenburg (huyện)
Huyện Neutoggenburg (tiếng Pháp: District du Neutoggenburg, tiếng Đức: Bezirk Neutoggenburg) là một huyện hành chính của Thụy Sĩ. Huyện này thuộc bang Bang Sankt Gallen. Huyện Neutoggenburg có diện tích 103 kilômét vuông, dân số theo thống kê của cục thống kê Thụy Sĩ năm 1999 là 15047 người. Trung tâm của huyện đóng ở Wattwil. Mã của huyện là ?.